# Xenia Stad-de Jong
Xenia de Jong, coniugata Stad (Semarang, 4 marzo 1922 – Zoetermeer, 3 aprile 2012), è stata una velocista olandese, campionessa olimpica della staffetta 4×100 metri ai Giochi di Londra 1948.

## Biografia
Ai Giochi olimpici di Londra 1948 vinse la medaglia d'oro nella staffetta 4×100 metri con le connazionali Nettie Witziers-Timmer, Gerda van der Kade-Koudijs e Fanny Blankers-Koen.

## Palmarès
| Anno | Manifestazione  | Sede      | Evento      | Risultato  | Prestazione | Note |
| ---- | --------------- | --------- | ----------- | ---------- | ----------- | ---- |
| 1948 | Giochi olimpici | Londra    | 100 m piani | Semifinale | n/d         |      |
| 1948 | Giochi olimpici | Londra    | 4 × 100 m   | Oro        | 47"5        |      |
| 1950 | Europei         | Bruxelles | 4 × 100 m   | Argento    | 47"4        |      |